# Libambani Yedibahoma
Libambani Yedibahoma (13 gennaio 1979) è un ex calciatore togolese, di ruolo attaccante.

## Carriera

### Nazionale
Ha debuttato in Nazionale il 2 agosto 1998, in São Tomé e Príncipe-Togo (0-4), gara in cui ha siglato la rete del definitivo 0-4 al minuto 77. Ha partecipato, con la Nazionale, alla Coppa d'Africa 2000. Ha collezionato in totale, con la maglia della Nazionale, 9 presenze e tre reti.

## Palmarès

### Club

#### Competizioni nazionali
- Campionato omanita di calcio: 1

Al Nahda: 2006-2007
- Coppa del Ghana: 1

Liberty Professionals: 2002